# Exochus tenius
Exochus tenius är en stekelart som beskrevs av Valentina I. Tolkanitz 2003. Exochus tenius ingår i släktet Exochus och familjen brokparasitsteklar. Inga underarter finns listade i Catalogue of Life.